# A Year of the Quiet Sun
A Year of the Quiet Sun (Pools: Rok spokojnego słońca) is een Poolse dramafilm uit 1985 onder regie van Krzysztof Zanussi.

## Verhaal
De film vertelt het verhaal over een romance tussen een Poolse vluchteling en een Amerikaanse soldaat.

## Rolverdeling
| Acteur               | Personage      |
| -------------------- | -------------- |
| Maja Komorowska      | Emilia         |
| Scott Wilson         | Norman         |
| Hanna Skarzanka      | Emilias moeder |
| Ewa Dalkowska        | Stella         |
| Vadim Glowna         | Herman         |
| Daniel Webb          | David          |
| Zbigniew Zapasiewicz | Szary          |